# Densità elettronica
La densità elettronica è la densità numerica degli elettroni in un materiale.
La densità elettronica {\displaystyle \rho } corrispondente a una funzione d'onda {\displaystyle \Psi ^{(N)}}, relativa a un sistema di N elettroni, è una grandezza quantomeccanica molto importante in chimica quantistica. È definita da
{\displaystyle \rho (x)=\int \ dx_{2}\ ...\ dx_{N}\ |\Psi ^{(N)}(x,x_{2},...,x_{N})|^{2}}
con {\displaystyle \rho (x)} funzione di un elettrone.
Nel caso in cui {\displaystyle \Psi ^{(N)}} sia un determinante di Slater costituito a partire da N spin-orbitali {\displaystyle \varphi _{k}} si ha:
{\displaystyle \rho (x)={1 \over N}\sum _{k=1}^{N}|\varphi _{k}(x)|^{2}}
Integrando {\displaystyle \rho (x)} in tutto lo spazio, si ottiene il numero totale N di elettroni:
{\displaystyle \int \!dx\,\rho (x)=N\,}
La densità elettronica funzione di due elettroni si ottiene da
{\displaystyle \rho (x,x')=\int \ dx_{3}\ ...\ dx_{N}\ |\Psi ^{(N)}(x,x',x_{3},...,x_{N})|^{2}}
Queste quantità sono particolarmente importanti nell'ambito della teoria del funzionale della densità.
Le coordinate x utilizzate rappresentano le coordinate spin-spaziali.